# HarmoKnight
HarmoKnight (リズムハンター ハーモナイト?, Rizumu Hantā: HāmoNaito, Rhythm Hunter: HarmoKnight) è un videogioco a piattaforme sviluppato dalla Game Freak per Nintendo 3DS.
Il gioco è stato distribuito in Giappone tramite Nintendo eShop a partire dal 5 settembre 2012 mentre in Europa e negli Stati Uniti è stato pubblicato il 28 marzo 2013.

## Trama
Un pianeta musicale, chiamato Melodia, viene improvvisamente attaccato da delle entità mostruose, denominate Rumorozzi. Un giovane ragazzo chiamato Tempo dovrà sconfiggere i Rumorozzi e riportare l'ordine su Melodia.

## Personaggi
Tempo (テンポくん?, Tenpo-kun)
Il protagonista. Impugna una grande nota musicale come arma.
Tappy (タッピー?, Tappī)
Un coniglio danzerino che dà informazioni (come il funzionamento dei comandi).
Lyra (ライラ?, Raira)
Un'agile ragazza che scocca frecce dalla sua arpa.
Tyko (ジンベイ?) Cymbi (シンビィ?, Shinbī)
Un muscoloso batterista e la sua scimmietta.
Fiaton (ウッドウインド先生?, Uddouindo-sensei)
Un anziano saggio che suona strumenti a fiato. È il mentore di Tempo.
Gargan
Antagonista e capo dei Rumorozzi. Ha rapito Arianna, la principessa di Melodia.

## Modalità di gioco
Il giocatore controlla un giovane ragazzo di nome Tempo che viaggia attraverso livelli a scorrimento continuo. L'obiettivo di ogni livello è ottenere il maggior numero di note possibili, raccogliendole o colpendo oggetti e nemici, che serviranno ad ottenere le Note Reali. Esse si trovano in ogni livello, possono essere acquisite solamente ottenendo un minimo numero di note e serviranno per andare avanti nel gioco. Ogni azione che Tempo compie, come colpire dei nemici, deve seguire il tempo del ritmo della musica del livello. Se si sbaglia, si perderà un cuore, mentre se si eseguono correttamente si guadagnano note.
Il gioco contiene anche dei livelli extra con motivi musicali provenienti dal gioco Pokémon.